# Équipe d'Uruguay de rugby à XV
L'équipe d'Uruguay de Rugby à XV rassemble les meilleurs joueurs d'Uruguay et elle est membre de la Confederación sudamericana de rugby. Les Uruguayens jouent maillot bleu azur, short noir, bas rayés noir et bleu azur. Même s'ils ne comptent que 1 000 à 1 500 seniors, c'est la deuxième équipe sud-américaine, derrière l'Argentine et devant le Chili, le Brésil, et le Paraguay.
L'équipe est surnommée Los Teros, en référence à l'oiseau qui en est leur symbole.

## Histoire
Le premier match de la sélection uruguayenne, surnommée les Teros, date du 9 septembre 1951 à Buenos Aires contre l'Argentine pour le Tournoi International ABCU (Argentine, Brésil, Chili, Uruguay), joué en addition aux premiers Jeux Panaméricains. Le premier match se solda par une défaite 62-0 mais, quelques jours plus tard, le 13 septembre, l'Uruguay remporta son premier match devant le Chili 8-3, puis le Brésil 17-10, terminant vice-champions. Les entraîneurs étaient Carlos E. Cat, Domingo Tricánico et Jack Yorston, le capitaine étant Carlos Cat.
En 1994 Daniel Herrera assume la direction technique et c'est le début de l'embellie. Entre autres, ce dernier réussit à qualifier les Teros pour la Coupe du monde de rugby 1999. L'Uruguay se défait de l'Espagne lors du premier match sur le score de 27-15 avant de subir des deux défaites face à Écosse (43-12) et à l'Afrique du Sud (39-3), synonymes d'élimination au 1er tour.
En 2001 Diego Ormaechea et Marcelo Nicola, personnages du rugby uruguayen, assument la direction technique et qualifient les Teros pour la Coupe du monde de rugby 2003. Les Uruguayens s'inclinent lourdement contre l'Afrique du Sud (72-6) et les Samoa (60-13). Après avoir vaincu la Géorgie (24-12), la sélection uruguayenne est éliminée au 1er tour à la suite d'une très lourde défaite contre Angleterre (111-13) lors de son dernier match.
En novembre 2009, l'équipe uruguayenne est classée au vingtième rang de l'International Rugby Board (IRB).
L'Uruguay ne parvient pas à se qualifier pour la Coupe du monde 2011. Les Teros sont éliminés en finale des barrages par la Roumanie.
L'Uruguay parvient à terminer deuxième des Qualifications de la zone Amériques pour la Coupe du monde de rugby à XV 2015 et à gagner en barrages la Russie sur l'ensemble de deux matchs aller-retour. Elle se qualifie pour la phase finale de la Coupe du monde 2015. Lors de la phase finale en Angleterre, elle a été vaincue dans tous ses quatre matchs dans le Groupe A: 54-9 contre le pays de Galles, 65-3 contre l'Australie, 47-15 face à l'équipe des Fidji et enfin 60-3 contre l'Angleterre.
En 2019, l'Uruguay atteint la meilleure place de son histoire au classement World Rugby[Laquelle ?], pendant les qualifications à la Coupe du monde 2019 face aux États-Unis, puis à nouveau lors de son succès pendant le Mondial contre les Fidji, beaucoup mieux classés que l'Uruguay.

## Palmarès
- Coupe du monde
  - 1987 : non invité ;
  - 1991 : non qualifié ;
  - 1995 : non qualifié ;
  - 1999 : poule du 1er tour ;
  - 2003 : poule du 1er tour ;
  - 2007 : non qualifié ;
  - 2011 : non qualifié ;
  - 2015 : poule du 1er tour ;
  - 2019 : poule du 1er tour ;
  - 2023 : poule du 1er tour.

- Championnat d'Amérique du Sud de rugby à XV
  - Vainqueur en 1981 et en 2014 ;
  - Finaliste (23 fois) en 1951, 1973, 1977, 1979, 1983, 1985, 1987, 1991, 1993, 1995, 1997, 2000, 2001, 2002, 2003, 2004, 2005, 2006, 2007, 2008, 2009, 2010, 2012
- Americas Rugby Championship
  - 2016 : Quatrième
  - 2017 : Troisième
  - 2018 : Troisième
  - 2019 : Finaliste

## Joueurs emblématiques

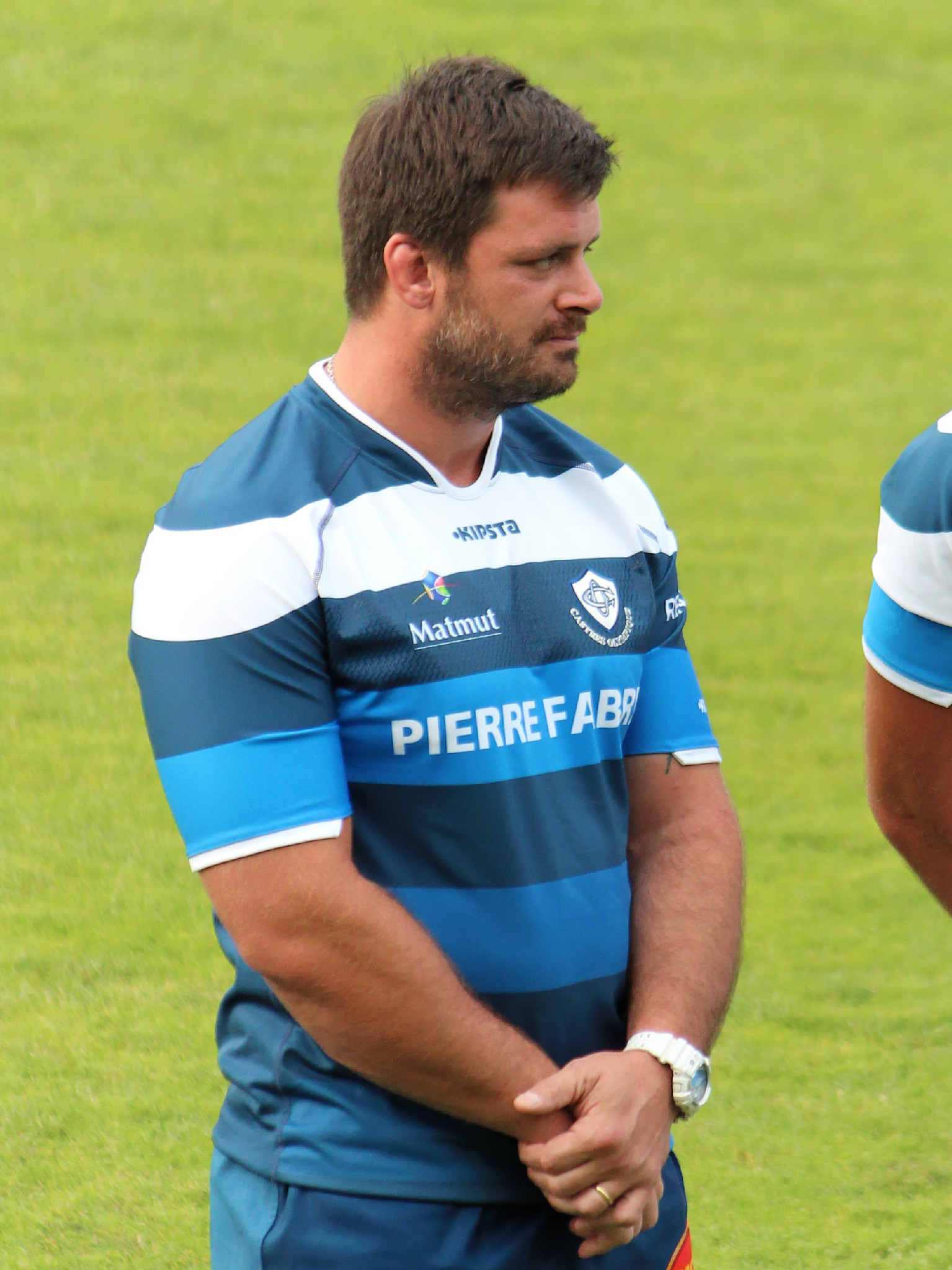
Rodrigo Capó Ortega a cumulé 41 sélections et a joué pendant 18 ans avec le Castres olympique en première division du championnat de France.

- Diego Aguirre
- Juan Carlos Bado
- Nicolás Brignoni
- Juan Campomar
- Federico Capó Ortega
- Rodrigo Capó Ortega
- Juan Manuel Gaminara
- Diego Lamelas
- Pablo Lemoine
- Diego Ormaechea
- Alfredo Giuria

## Records
(décembre 2024).
- Si vous ne connaissez pas le sujet, laissez ce bandeau (vous pouvez alors contacter les auteurs).
- Si vous supprimez le contenu mis en cause (vous pouvez préalablement contacter les auteurs),

argumentez précisément cette suppression dans la page de discussion
(un manque de référence n'est pas un argument ; une recherche réelle de référence doit avoir été effectuée, être formellement documentée).

### Record de sélections
| N° | Nom                  | Période   | Sélections |
| -- | -------------------- | --------- | ---------- |
| 1  | Diego Magno          | 2008-2024 | 107        |
| 2  | Mateo Sanguinetti    | 2014-     | 88         |
| 3  | Gaston Mieres        | 2010-     | 84         |
| 4  | Andres Vilaseca      | 2013-     | 81         |
| 5  | Rodrigo Silva        | 2012-2023 | 78         |
| 6  | Leandro Leivas       | 2008-2019 | 76         |
| 6  | Mario Sagario        | 2006-2019 | 76         |
| 8  | Juan Manuel Gaminara | 2010-2019 | 71         |
| 8  | Alejandro Nieto      | 2012-2019 | 71         |
| 10 | Carlos Arboleya      | 2004-2018 | 67         |
| 10 | German Kessler       | 2015-     | 67         |
| 10 | Rodrigo Sanchez      | 1996-2009 | 67         |

### Record d'essais marqués
| N° | Nom              | Période   | Essais |
| -- | ---------------- | --------- | ------ |
| 1  | Diego Ormaechea  | 1979-1999 | 33     |
| 2  | Leandro Leivas   | 2008-2019 | 24     |
| 3  | German Kessler   | 2015-     | 20     |
| 4  | Rodrigo Silva    | 2012-2023 | 19     |
| 5  | Gaston Mieres    | 2010-     | 17     |
| 6  | Andrés Vilaseca  | 2013-     | 16     |
| 7  | Santiago Arata   | 2016-     | 15     |
| 8  | Federico Sciarra | 1990-1999 | 14     |
| 9  | Alfonso Cardoso  | 1995-2003 | 13     |
| 10 | Diego Magno      | 2008-2024 | 12     |

### Record de points marqués
| N° | Nom                 | Période   | Points marqués |
| -- | ------------------- | --------- | -------------- |
| 1  | Felipe Barchesi     | 2011-2023 | 381            |
| 2  | Federico Sciarra    | 1990-1999 | 272            |
| 3  | Juan Menchaca       | 1998-2007 | 254            |
| 4  | Jerónimo Etcheverry | 2008-2016 | 213            |
| 5  | Mathias Arocena     | 2005-2014 | 204            |
| 6  | Federico Favaro     | 2013-2021 | 200            |
| 7  | Marcelo Nicola      | 1989-1995 | 178            |
| 8  | Agustín Ormaechea   | 2011-2023 | 159            |
| 9  | Jorge Zerbino       | 1973-1985 | 157            |
| 10 | Diego Ormaechea     | 1979-1999 | 151            |

## Effectif actuel
Effectif uruguayen pour la Coupe du monde 2023.
Le 21 août, la Fédération uruguayenne dévoile la liste des 33 sélectionnés pour disputer la compétition, Andrés Vilaseca en est le capitaine. Le recordman de sélection Diego Magno est la seule absence majeure.

### Avants
| Nom                    | Naissance         | Club             | Année de 1re sélection |
| Pilier                 | Pilier            | Pilier           | Pilier                 |
| ---------------------- | ----------------- | ---------------- | ---------------------- |
| Diego Arbelo (en)      | 19 août 1994      | Peñarol Rugby    | 2016                   |
| Matías Benítez (en)    | 16 mai 1988       | Peñarol Rugby    | 2020                   |
| Ignacio Péculo (en)    | 22 février 1999   | Peñarol Rugby    | 2020                   |
| Reinaldo Piussi        | 18 mai 1999       | Peñarol Rugby    | 2022                   |
| Mateo Sanguinetti      | 26 juillet 1992   | Peñarol Rugby    | 2014                   |
| Talonneur              |                   |                  |                        |
| Facundo Gattas         | 2 juillet 1995    | Old Glory DC     | 2016                   |
| Germán Kessler         | 1er juillet 1994  | Sans club        | 2015                   |
| Guillermo Pujadas (en) | 6 février 1997    | Peñarol Rugby    | 2018                   |
| Deuxième ligne         |                   |                  |                        |
| Felipe Aliaga (en)     | 14 septembre 1999 | Peñarol Rugby    | 2020                   |
| Ignacio Dotti          | 18 août 1994      | Peñarol Rugby    | 2015                   |
| Manuel Leindekar       | 23 avril 1997     | Aviron bayonnais | 2017                   |
| Juan Manuel Rodríguez  | 15 décembre 1996  | Peñarol Rugby    | 2019                   |
| Troisième ligne        |                   |                  |                        |
| Manuel Ardao           | 9 septembre 1998  | Peñarol Rugby    | 2018                   |
| Lucas Bianchi          | 26 mars 2001      | Peñarol Rugby    | 2021                   |
| Santiago Civetta (en)  | 28 février 1998   | Peñarol Rugby    | 2019                   |
| Carlos Deus (en)       | 5 juillet 2001    | Peñarol Rugby    | 2021                   |
| Manuel Diana           | 7 mars 1996       | Peñarol Rugby    | 2017                   |
| Eric Dosantos (en)     | 25 février 1995   | Peñarol Rugby    | 2020                   |

### Arrières
| Nom                     | Naissance        | Club              | Année de 1re sélection |
| Demi de mêlée           | Demi de mêlée    | Demi de mêlée     | Demi de mêlée          |
| ----------------------- | ---------------- | ----------------- | ---------------------- |
| Santiago Álvarez        | 24 décembre 2001 | Peñarol Rugby     | 2022                   |
| Santiago Arata          | 2 septembre 1996 | Castres olympique | 2016                   |
| Agustín Ormaechea       | 8 mars 1991      | Stade niçois      | 2011                   |
| Demi d'ouverture        |                  |                   |                        |
| Felipe Berchesi         | 12 avril 1991    | Sans club         | 2011                   |
| Felipe Etcheverry       | 23 juin 1996     | Peñarol Rugby     | 2019                   |
| Centre                  |                  |                   |                        |
| Felipe Arcos Pérez (en) | 17 mai 2000      | Old Boys          | 2021                   |
| Nicolás Freitas         | 3 juillet 1993   | Sans club         | 2014                   |
| Tomás Inciarte          | 22 octobre 1996  | Peñarol Rugby     | 2018                   |
| Andrés Vilaseca         | 8 mai 1991       | RC Vannes         | 2013                   |
| Ailier                  |                  |                   |                        |
| Juan Manuel Alonso      | 19 novembre 2001 | Peñarol Rugby     | 2021                   |
| Baltazar Amaya          | 26 mai 1999      | Old Boys          | 2021                   |
| Bautista Basso (en)     | 18 janvier 2001  | Old Boys          | 2023                   |
| Ignacio Facciolo        | 28 décembre 1998 | CTM Rugby         | 2023                   |
| Arrière                 |                  |                   |                        |
| Gastón Mieres           | 5 octobre 1989   | Peñarol Rugby     | 2010                   |
| Rodrigo Silva           | 2 novembre 1992  | Peñarol Rugby     | 2012                   |

## Entraîneurs
| Années      | Entraîneur(s)                       |
| ----------- | ----------------------------------- |
| 1994–2000   | Daniel Herrera (en)                 |
| 2001–2003   | Diego Ormaechea                     |
| 2004–2005   | Sebastián Piñeyrúa                  |
| 2006–2007   | Nicolás Inciarte et Fernando Silva  |
| 2007        | José Brancato et Francisco Berrutti |
| 2007–2008   | Alberico Passadore (en)             |
| 2008–2009   | García Porcel                       |
| 2009        | Felipe Puig                         |
| 2010        | Gonzalo Camardón                    |
| 2011        | Sebastián Piñeyrúa                  |
| 2011–2015   | Pablo Lemoine                       |
| Depuis 2015 | Esteban Meneses (en)                |